# Тё, Ольга Сергеевна
Ольга Сергеевна Тё (род. 5 марта 1996 года) — российская тяжелоатлетка, чемпионка России 2019, 2021, 2022, 2023, 2024, чемпионка Европы 2021 года, бронзовый призёр чемпионата мира 2021 года. Чемпионка Европы среди спортсменов не старше 23-х лет. Заслуженный мастер спорта.

## Биография и спортивная карьера
С четырёхлетнего возраста и до семнадцати лет Ольга занималась гимнастикой. После перешла в секцию тяжёлой атлетике. Её родители также увлечены этим видом спорта. Отец, Сергей Юрьевич — тренер-преподаватель по тяжелой атлетике со стажем работы более 30 лет. Мама, Светлана Эдуардовна — старший преподаватель СибГУФК, чемпионка мира и Европы среди ветеранов по тяжелой атлетике.
На чемпионате России в 2018 году в Ростове-на-Дону Ольга Тё стала второй. На чемпионате Европы среди спортсменов до 23-х лет она одержала победу. В этом же году она приняла участие и на взрослом чемпионате мира, который проходил в столице Туркмении, где в весовой категории до 59 кг заняла итоговое 14-е место с общим результатом по сумме двух упражнений 203 кг.
В 2019 году на чемпионате России в Новосибирске Ольга Тё стала чемпионкой страны в весовой категории до 59 кг. На чемпионате Европы среди молодёжи в 2019 году в этой же категории спортсменка из Омска завоевала серебряную медаль с результатом 209 кг.
На чемпионате России в 2020 году, в Грозном, Ольга заняла второе место с весом на штанге 196 кг, уступив 4 кг и золото Александре Козловой.
В апреле 2021 года на Чемпионате Европы в Москве, российская тяжёлоатлетка в олимпийской весовой категории до 59 кг, с результатом 210 килограммов стала серебряным призёром чемпионата Европы. В упражнении «толчок» она также завоевала малую серебряную медаль с весом на штанге 115 кг, а в упражнении «рывок» с весом 95 кг стала обладателем малой золотой медали. Ошибка тренеров, которые опоздали с перезаявкой в толчке стоила российской спортсменке чемпионства. Через несколько месяцев после завершения чемпионата Боянка Костова была дисквалифицирована, а чемпионский титул передан Ольге.
В декабре 2021 года приняла участие в чемпионате мира, который состоялся в Ташкенте. В весовой категории до 59 килограммов, Ольга по сумме двух упражнений с весом 218 кг завоевала бронзовую медаль. В упражнении рыовк она завоевала малую бронзовую медаль (100 кг).
В августе 2025 года на чемпионате России в Санкт-Петербурге в весовой категории до 59 кг завоевала серебряную медаль с результатом 195 кг по сумме двоеборья. В рывке стала победительницей, а в толчке была второй.

## Достижения
Чемпионат мира
| Результат | Вес      | Год  | Место соревнований  | Рывок | Толчок | Общий вес |
| Бронза    | до 59 кг | 2021 | Ташкент, Узбекистан | 100   | 118    | 218       |

Чемпионат Европы
| Результат | Вес      | Год  | Место соревнований | Рывок | Толчок | Общий вес |
| Золото    | до 59 кг | 2021 | Москва, Россия     | 95    | 115    | 210       |

Чемпионат России
| Результат | Вес      | Год  | Место соревнований | Рывок | Толчок | Общий вес |
| Серебро   | до 59 кг | 2018 | Ростов-на-Дону     | 91    | 112    | 203       |
| Золото    | до 59 кг | 2019 | Новосибирск        | 90    | 112    | 202       |
| Серебро   | до 59 кг | 2020 | Грозный            | 90    | 106    | 196       |
| Золото    | до 59 кг | 2021 | Ханты-Мансийск     | 96    | 113    | 209       |
| Золото    | до 59 кг | 2022 | Хабаровск          | 98    | 114    | 212       |
| Золото    | до 59 кг | 2023 | Новый Уренгой      | 96    | 115    | 211       |
| Золото    | до 59 кг | 2024 | Новосибирск        | 98    | 115    | 213       |
| Серебро   | до 59 кг | 2025 | Санкт-Петербург    | 91    | 104    | 195       |